# Bart Vanheule
Bart Vanheule (né le 10 novembre 1983 à Gand,) est un coureur cycliste belge, principalement actif dans les années 2000.

## Biographie
En août 2005, Bart Vanheule se classe notamment deuxième du championnat de Belgique du contre-la-montre chez les espoirs (moins de 23 ans). Il passe ensuite professionnel en 2006 et le reste jusqu'en 2009. Durant cette période, il se distingue dans des kermesses belges en obtenant deux victoires et quelques places d'honneur. Il termine par ailleurs troisième d'une édition du Tour de Frise.  

## Palmarès et résultats

### Palmarès par année
- 2004
  - Textielprijs Vichte
- 2005
  - Gullegem Koerse
  - 2e de Bruxelles-Opwijk
  - 2e du championnat de Belgique du contre-la-montre espoirs
  - 3e du Circuit Het Volk espoirs
- 2007
  - Puivelde Koerse
- 2008
  - Grand Prix Frans Melckenbeeck
- 2009
  - 3e du Tour de Frise
- 2010
  - Champion de Flandre-Orientale du contre-la-montre

### Classements mondiaux
| Année           | 2005 | 2006 | 2007 | 2008 | 2009 |
| --------------- | ---- | ---- | ---- | ---- | ---- |
| UCI Europe Tour | 927e |      | 890e | 959e | 480e |